# 787
Cette page concerne l'année 787  du calendrier julien. Pour l'année 787 av. J.-C., voir 787 av. J.-C.  Pour l'avion, voir Boeing 787.
L'année 787 est une année commune qui commence un lundi.

## Événements
- Février : au cours de sa quatrième expédition en Italie, Charlemagne prend Capoue et envoie une armée contre le duc Arichis de Bénévent, qui s’est réfugié à Salerne. Arichis est réduit à l’obéissance et livre son fils Grimoal en otage au roi franc. Dès le départ des troupes de Charlemagne, Arichis conclut une alliance avec Byzance, au terme de laquelle il doit recevoir le titre de patrice et représenter l’empereur d’Orient en Italie et à Rome[1].
- 22 février : à Milan, fondation de la première maison d'accueil pour orphelins par l'archiprêtre Datheus[2].
- 8 avril : Charlemagne passe les fêtes de Pâques à Rome[3].
- Printemps : rupture des fiançailles de Rotrude (fille de Charlemagne), avec l’empereur d’Orient Constantin VI[4].
- 13 juillet, Worms : Willehad est consacré évêque avec autorité sur les pays saxons et frisons[5]. Fondation de l’évêché et de la ville de Brême sur la Weser. Début de la période couverte par les chroniques d'Adam de Brême.
- 24 septembre - 13 octobre, Nicée, dans l’Empire byzantin : le deuxième concile de Nicée (VIIe concile œcuménique) réuni par Irène condamne l’iconoclasme. Il réglemente la discipline des clercs, des moines et des laïcs[6].
  - Charlemagne ne reconnaît pas toutes les clauses du concile de Nicée et charge des théologiens (dont probablement Théodulf d'Orléans) de composer une série de traités (Libri Carolini) contre le concile. Il envoie un ambassadeur à Rome chargé de présenter au pape 85 remontrances. Les Libri Carolini, publiés en 791, affirment que c’est effectivement une erreur de détruire les icônes, mais que c’en est une aussi d’imposer leur vénération[7].
- 3 octobre : Tassilon III de Bavière renouvelle son serment de fidélité à Charlemagne au Lechfeld, près d'Augsbourg[8].
  - Tassilon III, duc de Bavière, envoie une ambassade au pape pour le prier d’exercer une médiation auprès de Charlemagne, alors à Rome. Adrien lui répond qu’ayant juré fidélité à Charles, il doit lui obéir sans discuter, sous peine d’excommunication. Le roi des Francs, rentré chez lui, somme Tassilon de se présenter immédiatement devant lui. Tassilon refuse d’obéir, et Charles l’accuse d’infidélité et marche sur le territoire bavarois avec trois armées. La guerre est évitée quand le duc accepte de se soumettre et de livrer à Charles treize otages, dont son fils.
- 23 octobre[9] : réunion des pères du concile de Nicée au palais de la Magnaure à Constantinople pour annoncer ses décisions à Irène et Constantin VI. Restauration de l'unité de l’Église et du culte des icônes[6].

- Échec de la première invasion normande en Angleterre[10].
- Éruption du Vésuve[11].

## Naissances en 787
- 10 août : Albumasar, astronome et astrologue arabe d'origine perse[12].

## Décès en 787
- 26 août : Arigis II de Bénévent[3].
- Bernard (fils de Charles Martel).